# Campbell Stewart
Campbell Stewart (Palmerston North, 12 mei 1998) is een Nieuw-Zeelands wielrenner en baanwielrenner, die anno 2022 rijdt voor Team BikeExchange Jayco. In 2019 won Stewart tijdens de Wereldkampioenschappen baanwielrennen het omnium.

## Belangrijkste Resultaten

### Baanwielrennen
| Jaar | NK                                               | OK                                 | WK                                 | Overig |
| ---- | ------------------------------------------------ | ---------------------------------- | ---------------------------------- | --- |
| 2017 | koppelkoers · puntenkoers · ploegenachtervolging | koppelkoers                        |                                    | WB Milton: ploegenachtervolging · WB Santiago: ploegenachtervolging, koppelkoers                                                                    |
| 2018 |                                                  | ploegenachtervolging · puntenkoers |                                    | Gemenebestspelen scratch, puntenkoers |
| 2019 | koppelkoers · omnium · 1km tijdrit               | omnium                             | omnium                             | WB Cambridge (1): ploegenachtervolging koppelkoers · WB Hongkong (1): koppelkoers · WB Hongkong (2): omnium · WB Cambridge (2): omnium, koppelkoers |
| 2020 | puntenkoers · 1km tijdrit                        |                                    | ploegenachtervolging · koppelkoers | |
| 2021 |                                                  |                                    |                                    | |
| 2022 |                                                  |                                    |                                    | Gemenebestspelen: · ploegenachtervolging · puntenkoers · 7e scratch                                                                                 |
| 2023 |                                                  |                                    | ploegenachtervolging               | |

### Jeugd
2015
 WK baanwielrennen, junioren, schratch
 WK baanwielrennen, junioren, omnium
2016
 WK baanwielrennen, junioren, ploegenachtervolging
 Wk baanwielrennen, junioren, omnium
 WK baanwielrennen, junioren, koppelkoers

## Wegwielrennen
2020
2e etappe New Zealand Cycle Classic
2021
5e etappe New Zealand Cycle Classic
2e en 3e etappe Dwars door Hauts-de-France
2023
6e etappe CRO Race

## Resultaten in voornaamste wedstrijden
| Jaar | Ronde van Italië | Ronde van Frankrijk | Ronde van Spanje |
| ---- | ---------------- | ------------------- | ---------------- |
| 2022 |                  |                     |                  |
| 2023 | 108e             |                     |                  |

| Jaar | Gent-Wevelgem | Ronde van Vlaanderen | Parijs-Roubaix |
| ---- | ------------- | -------------------- | -------------- |
| 2022 |               | opgave               |                |
| 2023 | opgave        |                      | opgave         |

## Ploegen
- 2020 –  Team Wiggins
- 2021 –  Black Spoke Pro Cycling Academy
- 2022 –  Team BikeExchange Jayco
- 2023 –  Team BikeExchange-Jayco
- 2024 –  Team Jayco AlUla
- 2025 –  Team Jayco AlUla

Balmer · Bauer · Bewley · Colleoni · Craddock · Durbridge · Edmondson · Grmay · Groenewegen · Groves · Hamilton · Hepburn · Howson · Jansen · Juul-Jensen · Kangert · Konysjev  · Maas · Matthews · Meyer · Mezgec · O'Brien · Peña · Reinders (vanaf 23/8) · Schultz · Scotson · Smith · Sobrero · Stewart · Yates · Bogusławski (stagiair) · De Pretto (stagiair) · Foldager (stagiair)
Balmer · Berhe · Colleoni · Craddock · De Marchi · Dunbar · Durbridge · Engelhardt · Grmay · Groenewegen · Hamilton · Harper · Hepburn · Jansen · Juul-Jensen · Maas · Matthews · Mezgec · O'Brien · Peña · Porter · Pöstlberger · Quick · Reinders · Scotson · Sobrero · Stewart · Štybar · Yates · Zana · Jørgensen (stagiair) · McKenzie (stagiair)
Berhe · Craddock · De Marchi · De Pretto · Dunbar · Durbridge · Engelhardt · Ewan · Foldager · Groenewegen · Hamilton · Harper · Hepburn · Jansen · Juul-Jensen · Maas · Matthews · Mezgec · O'Brien · Peña · Plapp · Porter · Quick · Reinders · Schmid · Scotson · Stewart · Walscheid · Yates · Zana